# Opilioacarida
Opilioacarida es un orden pequeño de ácaros del superorden Parasitiformes. Contiene una única familia que comprende alrededor de diez géneros. Son ácaros de extraña aparencia, de tamaño grande y considerados como primitivos filogeneticamente hablando, debido a que mantienen los 6 pares de ojos y una segmentación abdominal.
El primer miembro de Opilioacarida en ser descripto fue la especie Opilioacarus segmentatus proveniente de Argelia, la cual fue descrita por Carl Johannes With en 1902. Luego se conocieron las especies Eucarus italicus y E. arabicus ambas descriptas en 1904. Se conoce un solo espécimen fósil, que fue descubierto en ámbar báltico perteneciente al Eoceno.